# Choi Yong-soo
Choi Yong-soo (* 10. September 1973 in Südkorea) war ein Fußballprofi, der zuletzt beim mehrfachen koreanischen Meister FC Seoul spielte. Er war ab 2006 Manager beim FC Seoul. Von 2012 bis 2016 war er der Trainer des Vereins FC Seoul. Seit Mitte November 2021 ist er Manager des südkoreanischen Erstligisten Gangwon FC. Er vertrat Südkorea bei den Olympischen Sommerspielen 1996, bei der Fußball-Weltmeisterschaft 1998 und der WM 2002.

## Karriere als Spieler

### Jugendzeit bei der Yonsei University
Choi Yong-soo studierte von 1990 bis 1993 an der Yonsei University und spielte in dieser Zeit für die Universitätsmannschaft.

### FC Seoul und Stationen in Japan
Choi Yong-so wurde von LG Cheetahs unter Vertrag genommen und spielte dort von 1994 bis 2000. In der Zeit erzielte er für das Franchise in 111 Spielen 44 Tore. Von 1997 bis 1998 verrichtete er seinen Militärdienst und wurde in dieser Zeit zum Sangju Sangmu FC ausgeliehen. Er wechselte nach seiner Zeit in Anyang nach Japan zu JEF United Ichihara. Dort erzielte er in 73 Spielen 54 Tore. 2004 wechselte er weiter zu Kyoto Purple Sanga. Nach nur einer Saison ging er zu Júbilo Iwata. Dort erzielte er in 15 Spielen nur ein Tor. 2006 kehrte er zum FC Seoul zurück und kam dort noch in zwei Spielen zum Einsatz. Nach dieser Saison beendete er seine Karriere als Spieler.

### Nationalmannschaftslaufbahn
Choi Yong-so bestritt zwischen 1995 und 2003 insgesamt 67 Länderspiele und erzielte dabei 27 Tore. Er nahm sowohl an der WM 1998 in Frankreich als auch an der WM 2002 in seinem Heimatland teil. Des Weiteren spielte er beim FIFA-Konföderationen-Pokal 2001 in Südkorea/Japan.

## Karriere als Trainer

### FC Seoul
Nach seiner Zeit als Spieler wurde er 2006 vom FC Seoul als Co-Trainer verpflichtet, ehe er 2011 kurzzeitig Interimstrainer wurde. Seit 2012 ist er der Cheftrainer des Vereins. Unter seiner Führung erreichte der Verein in der AFC Champions League 2013 das Finale und scheiterte gegen Guangzhou Evergrande aus China nur aufgrund der Auswärtstorregel. Ein Jahr später konnte sich der Verein bis ins Finale des Korean FA Cup durchkämpfen, in dem sie jedoch gegen den Seongnam FC nach einem 0:0 das folgende Elfmeterschießen verloren. Auch 2015 erreichte man das Finale des Pokals; diesmal konnte das Franchise gegen Incheon United mit 3:1 gewinnen. Jiangsu Sainty bot Yong-soo im Juli 2015 einen Zweieinhalb-Jahres-Vertrag dotiert mit 5 Millionen US-Dollar an, den er allerdings aus Loyalität zum FC Seoul ablehnte. Die Saison 2016 verlief unter seiner Führung gut. Zwischenzeitlich waren sie Erster in der Nationalen Liga. Am 22. Juni 2016 hatte er sein letztes Spiel im Korean FA Cup gegen Ansan Mugunghwa FC, welches sein Team mit 2:1 gewann.

### Jiangsu Suning FC
Am 21. Juni 2016 unterschrieb er bei Jiangs Suning FC einen Vertrag.

## Trainer Statistik
| Verein         | Land des Vereins         | Von            | Bis           | Ges. Spiele | Gewonnen | Unentschieden | Verloren | Gewinnrate % | Tore | Gegentore | Differenz |
| -------------- | ------------------------ | -------------- | ------------- | ----------- | -------- | ------------- | -------- | ------------ | ---- | --------- | --------- |
| FC Seoul       | Südkorea                 | 26. April 2011 | 22. Juni 2016 | 266         | 138      | 70            | 58       | 51,88        | 434  | 278       | +156      |
| Jiangsu Suning | Volksrepublik China      | 22. Juni 2016  |               | 10          | 6        | 0             | 4        | 60           | 24   | 16        | +8        |
| Insgesamt      | (Stand: 16. August 2016) |                |               | 276         | 144      | 70            | 62       | 52,17        | 458  | 294       | +164      |

## Erfolge als Trainer
- Südkoreanischer Meister: 2012
- Pokalsieger: 2015
- Pokalfinalist: 2014
- Finalist der AFC Champions League: 2013